# Добре (гміна, Мінський повіт)
Гміна Добре (пол. Gmina Dobre) — місько-сільська гміна у центральній Польщі. Належить до Мінського повіту Мазовецького воєводства.
Управа гміни розміщена у селі Добре.
Станом на 31 грудня 2011 у гміні проживало 6014 осіб.

## Площа
Згідно з даними за 2007 рік площа гміни становила 124.85 км², у тому числі:
- орні землі: 75.00%
- ліси: 19.00%

Таким чином, площа гміни становить 10.72% площі повіту.

## Населення
Станом на 31 грудня 2011:
| Опис     | Загалом | Загалом | Чоловіки | Чоловіки | Жінки | Жінки |
| -------- | ------- | ------- | -------- | -------- | ----- | ----- |
| одиниця  | осіб    | %       | осіб     | %        | осіб  | %     |
| все      | 6014    | 100     | 3053     | 50.76    | 2961  | 49.24 |
| міське   | 0       | 100     | 0        |          | 0     |       |
| сільське | 6014    | 100     | 3053     | 50.76    | 2961  | 49.24 |

## Сусідні гміни
Гміна Добре межує з такими гмінами: Вежбно, Калушин, Коритниця, Станіславув, Страхувка, Якубув.